# Glomus pulvinatum
Glomus pulvinatum är en svampart som först beskrevs av Henn., och fick sitt nu gällande namn av Trappe & Gerd. 1974. Glomus pulvinatum ingår i släktet Glomus och familjen Glomeraceae.   Inga underarter finns listade i Catalogue of Life.